# Миккола, Леена-Кайса
Ле́ена-Ка́йса Ми́ккола (фин. Leena-Kaisa Mikkola; род. 1962, Каустинен, Вааса) — финский дипломат, чрезвычайный и полномочный посол Финляндии в Китае (с 2021); ранее — чрезвычайный и полномочный посол Финляндии в Израиле (2011—2016).

## Биография
Родилась в 1965 году в Коккола, в Финляндии.
В 1981 году окончила лицей в городе Коккола, а позднее Хельсинкский университет.
11 февраля 2011 года представлена правительством на утверждение Президенту Финляндии в качестве Чрезвычайного и Полномочного Посла Финляндии в Израиле. 10 июля того же года вручила свои верительные грамоты президенту Израиля Шимону Пересу.
В 2014 году официально представляла Финляндию на государственных похоронах бывшего премьер-министра Израиля Ариэля Шарона.
1 февраля 2021 года назначена на должность Чрезвычайного и Полномочного Посла Финляндии в Китае. 12 сентября того же года вручила свои верительные грамоты председателю Китайской Народной Республики Си Цзиньпину.